# Fabienne Kohlmann
Fabienne Kohlmann (Würzburg, Alemanya, 6 de novembre de 1989) és una atleta alemanya, especialista en la prova de 4x400 metres, en la qual va arribar a ser subcampiona europea en 2010.

## Trajectòria esportiva
Les seves principals disciplines són 800 metres, 400 metres i 400 metres obstacles. En el Campionat Europeu d'Atletisme de 2010 va guanyar la medalla de plata en els relleus 4x400 metres, amb un temps de 3:24.07 segons, arribant a meta després de la representant de Rússia, que posteriorment va ser desqualificada, i per davant de la del Regne Unit, sent les seves companyes de equip: Janin Lindenberg, Esther Cremer i Claudia Hoffmann.

## Competicions internationals
| Any                     | Competició                                      | Lloc                     | Posició                 | Prova                   | Temps                   |
| Representant a Alemanya | Representant a Alemanya                         | Representant a Alemanya  | Representant a Alemanya | Representant a Alemanya | Representant a Alemanya |
| ----------------------- | ----------------------------------------------- | ------------------------ | ----------------------- | ----------------------- | ----------------------- |
| 2007                    | Championats d'Europa juniors d'atletisme 2007   | Hengelo, Països Baixos   | 1a                      | 400 m hurdles           | 56.42                   |
| 2008                    | Campionat Mundial Junior d'Atletisme de 2008    | Bydgoszcz, Polònia       | 8a                      | 400m                    | 54.12                   |
| 2008                    | Campionat Mundial Junior d'Atletisme de 2008    | Bydgoszcz, Polònia       | 7a                      | 4 × 400 m rellleus      | 3:39.00                 |
| 2009                    | Campionat Europeu Sub-23 d'Atletisme de 2009    | Kaunas, Lituània         | 10a(sf)                 | 400 m obstacles         | 57.55                   |
| 2009                    | Campionat del Món d'atletisme de 2009           | Berlín, Alemanya         | 5a                      | 4 × 400 m relleus       | 3:27.61                 |
| 2010                    | Campionats d'Europa d'atletisme per equips 2010 | Bergen, Noruega          | 2a                      | 4 × 400 m relleus       | 3:26.96                 |
| 2010                    | Campionat d'Europa d'atletisme de 2010          | Barcelona, Catalunya     | 9a                      | 400 m obstacles         | 55:49                   |
| 2010                    | Campionat d'Europa d'atletisme de 2010          | Barcelona, Catalunya     | 1a                      | 4 × 400 m relleus       | 3:24.07                 |
| 2012                    | Campionat d'Europa d'atletisme de 2012          | Hèlsinki, Finlàndia      | 5a                      | 4 × 400 m relleus       | 3:27.81                 |
| 2012                    | Jocs Olímpics                                   | Londres, Regne Unit      | 14a (h)                 | 4 × 400 m relleus       | 3:31.06                 |
| 2015                    | Atletisme a la Universiada d'estiu de 2015      | Gwangju, Corea del Sud   | 3a                      | 800 m                   | 1:59.54                 |
| 2015                    | Campionat del Món d'atletisme de 2015           | Beijing, Xina            | 15a (sf)                | 800 m                   | 1:59.42                 |
| 2016                    | Campionat d'Europa d'atletisme de 2016          | Amsterdam, Països Baixos | 25a (h)                 | 800 m                   | 2:05.54                 |
| 2016                    | Jocs Olímpics                                   | Rio de Janeiro, Brasil   | 55a (h)                 | 800 m                   | 2:05.36                 |